# مينيرفا كورديرو
مينيرڤا كورديرو برانيا (بالإسبانية: Minerva Cordero Braña)‏ (المعروفة أيضًا باسم مينيرڤا كورديرو إيبرسون) هي عالمة رياضيات من بورتوريكو، وأستاذة الرياضيات بجامعة تكساس في أرلينغتون. وهي أيضًا العميد الأول لكلية العلوم بالجامعة، حيث تتولى مسؤولية النهوض بالمهمة البحثية للكلية.

## النشأة والتعليم
ولدت في بايامون، بورتوريكو. والدتها، التي توقفت دراستها بعد الصف الخامس، جعلت التعليم أولوية قصوى في منزل الأسرة. أخبرت أطفالها «إن أفضل شيء يمكنني أن أقدمه لكم هو التعليم». كانت مينيرڤا وإخوتها يؤدون واجباتهم المدرسية معًا ويناقشون ما تعلموه في المدرسة كل يوم. قال كورديرو، «لقد تعلمنا مناهج بعضنا البعض». ورغبة في الالتحاق بالجامعة، اشترت مينيرڤا لنفسها كتاب إعداد SAT في المدرسة الثانوية ودرست للامتحان. وكتنت درجاتها في امتحان SAT هي أعلى الدرجات لمدرستها الثانوية، مدرسة ميغيل ميلينديز مونوز الثانوية.
التحقت مينيرڤا بجامعة بورتوريكو وحصلت على درجة البكالوريوس في عام 1981. حصلت على زمالة الدراسات العليا للأقليات من مؤسسة العلوم الوطنية والتي حضرتها في جامعة كاليفورنيا في بيركلي للحصول على درجة الماجستير في الرياضيات. تخرجت من بيركلي عام 1983 بدرجة ماجستير في الرياضيات. واصلت دراستها في جامعة أيوا، وحصلت على درجة الدكتوراه في الرياضيات عام 1989 تحت إشراف نورمان جونسون.

## الأبحاث العلمية والمسار المهني
بعد حصولها على درجة الدكتوراه، عملت كأستاذ مشارك وأستاذ مساعد في جامعة تكساس التقنية حتى عام 2001، عندما انضمت إلى هيئة التدريس في جامعة تكساس في أرلينغتون.  عملت مينيرڤا في منصب الحاكم العام لمصالح الأقليات في اتحاد الرياضيات الأمريكي من عام 2008 إلى عام 2011. أكثر أعمالها استشهادًا هو A survey of finite semifields.
كانت صاحبة القرار الرئيسية في منحة مؤسسة العلوم الوطنية بقيمة 2.85 مليون دولار والتي مُنحت لجامعة تكساس أرلينغتون في عام 2009 لمشروع وضع طلاب الدراسات العليا في الرياضيات في مدارس أرلينغتون العامة لتعزيز التدريس والتعلم في الفصول الدراسية وإلهام الطلاب لمتابعة تعليمهم في مجالات العلوم والتكنولوجيا والهندسة والرياضيات).

### الأبحاث
يدور بحث مينيرڤا في المجال العام للهندسة المنتهية. كانت أعمالها السابقة في فرز التماثلات بين مستويات نصف المجال المركبة - وهذا مسعى تقني للغاية وصعب. مينيرڤا كورديروهي أحد الخبراء في هذا المجال.

## جوائز
- New Faculty Award at Texas Tech University, 1994[6]
- Professor of the Year, Student chapter of the Mathematical Association of America at Texas Tech University, 1995.[6]
- President's Excellence in Teaching Award, Texas Tech University, 1999
- Outstanding Hispanic Women of the South Plains, South Plains Hispanic Chamber of Commerce, 2000
- Featured Biography, Mathematical Association of America Strengthening Underrepresented Minority Mathematics Achievement (SUMMA) Program, 2001[13]
- University of Texas Board of Regents' Outstanding Teaching Award, 2009[14]
- Featured Biography, SACNAS Biography Project, 2011
- Certificate of Meritorious Service, Mathematical Association of America, 2012
- Ford Legendary Women (Mujeres Legendarias de Ford), 2016[15]
- Great Minds in STEM 2016 HENAAC Award “Education Distinction, 2016.